# ハノイ・ロックス
ハノイ・ロックス（Hanoi Rocks）は、フィンランド出身のロックバンド。
1980年代に流行した、バッドボーイズ系ロックンロールの草分け的なグループの一つ。1985年に解散して以降、同系のスタイルが全米を中心に発展していったため、その出現は早過ぎたとも言われた。その後2000年代に再結成し、2009年まで活動している。

## 概要
1980年、ヘルシンキでマイケル・モンローとアンディ・マッコイを中心に結成された。1981年のデビュー以来、メロディアスで小気味の良いロックナンバーを発表。本格的な全米デビューを控えていた矢先の1984年、ドラマーのラズルがヴィンス・ニール（モトリー・クルー）の運転する車に乗車中、事故に遭い死亡。代役を入れるなどしたが上手くいかず、翌1985年に解散した。往年のメンバーはそれぞれの道を歩んでいたが、2001年にマイケルとアンディによって復活。3作のアルバムをリリースし、ファンの期待も大きかったが2008年に再び解散を発表し、2009年4月12日フィンランドでのライブをもって活動を終了した。

## 略歴

### 結成期
1977年、アンディ・マッコイがスウェーデンのパンク・ロックバンド「Briard」でデビュー。
1979年、スウェーデンにてマイケル・モンローとアンディが出会い、ロックバンド「Nymphomaniac」を結成するも短期間で解散。
1980年、フィンランド・ヘルシンキでマイケル、ナスティ・スーサイド、サミ・ヤッファで結成したバンドにアンディが加入する形で「ハノイ・ロックス」が誕生。
1981年4月、1stアルバム『Bangkok Shocks Saigon Shakes（邦題：白夜のバイオレンス）』をリリース。
1982年1月、2ndアルバム『Oriental Beat』をリリース。フィンランドで国内No1を獲得。8月にコンピレーション・アルバム「Self Destruction Blues」をリリース。またもフィンランド国内でNo1。この頃にバンドは本拠地をロンドンに移転、ドラマーがジップ・カジノからラズルへ交代する。
1983年5月、3rdアルバム『Back To Mystery City』をリリース。レディング・フェスティバルに出演。
1984年9月、メジャー・レーベルCBSと契約し4thアルバム『Two Steps From The Move』をリリース。いよいよ全米進出という矢先の12月、ラズルがヴィンス・ニール（モトリー・クルー）の飲酒運転事故により死去。翌1985年に解散した。

### 活動停止期間
マイケルはソロ活動を開始、アンディはナスティと「スーサイド・ツインズ」を結成したがアルバム一枚で解散。その後ナスティは「チープ・アンド・ナスティ」を結成、アンディは「チェリー・ボムズ」を結成した。サミはアメリカのグラム・メタルバンド、「ジェット・ボーイ」に参加、とメンバーはそれぞれの道を歩んでいった。
解散後最も活動が成功していたマイケルは1992年にスティーヴ・スティーヴンスと「エルサレム・スリム」を結成し話題となったが、スティーヴンスが当時モトリー・クルーを脱退しソロ活動を始めていたヴィンス・ニールのバンドに合流するため即脱退、「エルサレム・スリム」はアルバムをリリースした時点ですでに解散という結果となった。その後マイケルは1994年にサミと「デモリション23」を結成するもののアルバム一枚を残して活動を停止。

### 再結成
2001年、マイケルとアンディを中心に再結成し、2002年に18年ぶりとなる5thアルバム『Twelve Shots On The Rocks』をリリース。ナスティとサミは参加せず、新規メンバーにコステロ・ホートマキ（ギター）、ティンパ（ベース）、ラク（ドラム）が加入。80年代に活動していたときはグラムロック色のあるパンク系だったが、再生後はマイケル・モンローのソロに通ずるハードロック系であった。
2003年、コステロ脱退。
2004年、スティーヴィー・クラッソン加入。
2005年、スティーヴィー、ティンパ脱退。コニー・ブルーム、アンディ "A.C." クリステル加入。6thアルバム『Another Hostile Takeover』をリリース。
2007年、7thアルバム『Street Poetry』をリリース。
2008年、ラク脱退。ジョージ・アトラジック加入。10月21日、二度目の解散を発表。
2009年3月に日本でフェアウェルツアー、4月に地元フィンランドのTavastia Clubにて6日連続8公演を行い、最終日4月12日のライヴをもって、その活動に幕をおろした。

### 解散後
2010年1月、マイケルは旧メンバーであるサミ・ヤッファ(ベース)に加え、ジンジャー(ギター)、トッド・ユース(セカンドギター)、ジミー・クラーク(ドラムス)と共に、マイケル・モンロー・バンドを結成。
2023年6月、マイケルは、交通事故でラズルを失った原因の当事者ヴィンス・ニールと39年目にして初対面。これまで非難していたわだかまりを解消している。

## メンバー

### 最終メンバー
- マイケル・モンロー (Michael Monroe、本名：マティ・アンテロ・クリスティアン・ファーゲルホルム (Matti Antero Kristian Fagerholm)) - ボーカル/サクソフォーン（1979年～1985年, 2002年～2009年）
1962年6月17日生、フィンランド・ヘルシンキ出身
- アンディ・マッコイ (Andy McCoy、本名：アンティ・フルッコ (Antti Hulkko)) - ギター（1980年～1985年, 2002年～2009年）
1962年10月11日生、フィンランド・ペルコセンニエミ出身
- コニー・ブルーム (Conny Bloom、本名：ウルフ・コニー・ブロムクヴィスト (Ulf Conny Blomqvist)）- ギター（2005年～2009年）
スウェーデン・ストックホルム出身
- アンディ・"A.C."・クリステル（Andy "A.C." Christell）- ベース（2005年～2009年）
- ジョージ・アトラジック (George Atlagic) - ドラムス（2008年～2009年）

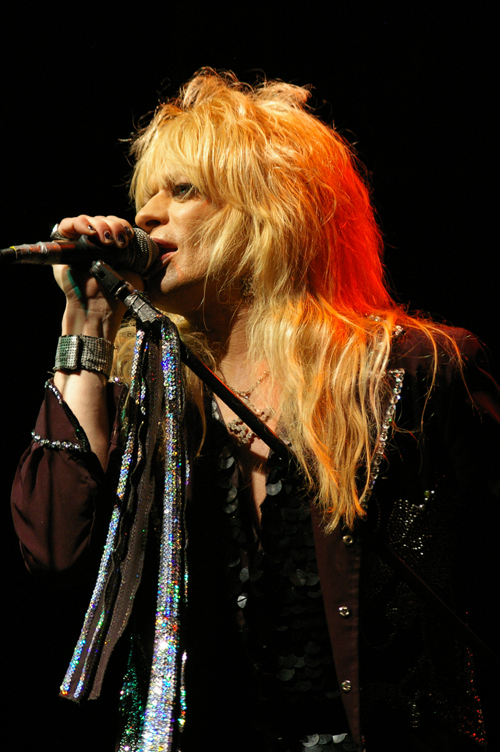
マイケル・モンロー(Vo) 2008年
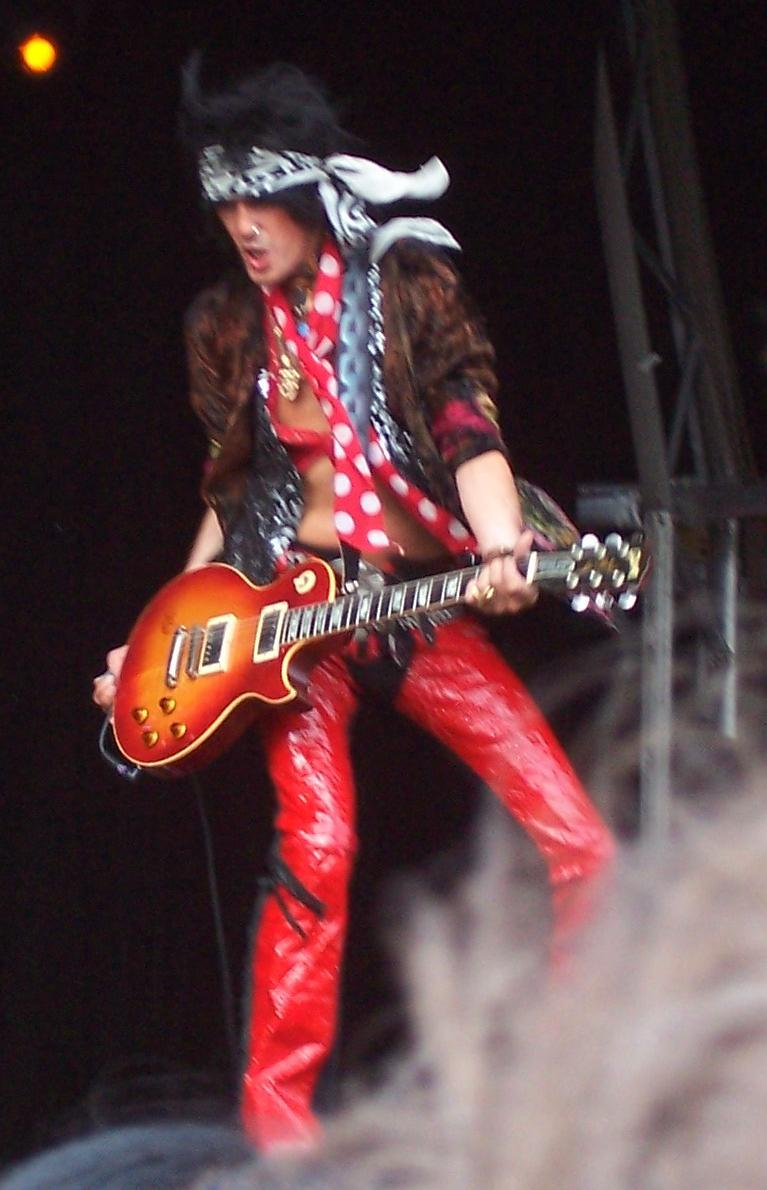
アンディ・マッコイ(G) 2008年

### 旧メンバー
- ナスティ・スーサイド（Nasty Suicide、本名：ヤン・ステンフォシュ (Jan Stenfors)） - ギター（1979年～1985年）
1965年2月27日生、フィンランド・シポー出身
- ステファン・ピースナック (Stefan Piesnack)　- ギター（1979年～1980年）
- コステロ・ホートマキ (Costello Hautamaki) - ギター（2002年～2003年）
- スティーヴィー・クラッソン (Stevie Klasson) - ギター（2004年）
- ネド・ソイニネン (Nedo Soininen) - ベース（1979年～1980年）
- サミ・ヤッファ（Sami Yaffa、本名：サミ・タカマキ (Sami Takamäki)）- ベース（1980年～1985年）
1963年9月4日生、フィンランド・エスポー出身
- レネ・ベリ (René Berg) - ベース（1985年）
- ティモ・カルティオ (Timo Kaltio) - ベース（1985年）
- ティンパ・ライネ (Timpa Laine) - ベース（2002年～2004年）
- ペキ・サーロラ (Peki Sirola) - ドラムス（1979年～1980年）
- ジップ・カジノ（Gyp Casino、本名：イェスパー・スポーレ (Jesper Sporre)） - ドラムス（1980年～1982年）
- ラズル (Razzle、本名：ニコラス・ディングリー (Nicholas Dingley)） - ドラムス（1982年～1984年）
1960年12月2日生、1984年12月8日没、イングランド・ロイヤル・レミントン・スパ出身
- テリー・チャイムス (Terry Chimes) - ドラムス（1984年～1985年）
- ラク (Lacu、本名：カリ・ラハティネン (Kari Lahtinen)）- ドラムス（2002年～2008年）

## バンド名の由来
- en:Chinese Rocks

## ディスコグラフィ
スタジオアルバム
- 1981年 『白夜のバイオレンス』Bangkok Shocks, Saigon Shakes
- 1982年 『オリエンタル・ビート』Oriental Beat
- 1983年 『ミステリー・シティ』Back to Mystery City
- 1984年 『トゥー・ステップス・フロム・ザ・ムーヴ』Two Steps From The Move
- 2002年 『トゥエルヴ・ショッツ・オン・ザ・ロックス』Twelve Shots on the Rocks
- 2005年 『アナザー・ホスタイル・テイクオーヴァー』Another Hostile Takeover
- 2007年 『ストリート・ポエトリー』Street Poetry

ライブアルバム
- 1984年 『燃えるロンドン・ナイト』All Those Wasted Years
- 1985年 Rock & Roll Divorce

コンピレーションアルバム
- 1982年 『セルフ・ディストラクション・ブルース』Self Destruction Blues

## 日本公演
- 1983年
- 1984年 5月14日 中野サンプラザ、15日 大阪毎日ホール、16日 福岡電気ホール、18日 東京郵便貯金会館、19日 渋谷公会堂
- 1985年
- 2002年 SUMMER SONIC 02
- 2003年
- 2005年
- 2007年 LOUD PARK 07
- 2009年